# 七里镇 (资兴市)
七里镇，是中华人民共和国湖南省郴州市资兴市下辖的一个乡镇级行政单位。

## 行政区划
七里镇下辖以下地区：
七里社区、柏树村、株树村、南营村、桃源村、乌石村、高坡村、茅坪村、湘源村、大树村和七里村。